# Музика на душата
Музика на душата (на английски: Soul Music) е роман в жанр хумористично фентъзи. Тя е шестнадесетата по ред издадена книга от поредицата на Тери Пратчет Светът на диска и е издадена през 1994 г.